# Žan Tabak
Žan Tabak é um ex-jogador de basquete croata que foi campeão da Temporada da NBA de 1994-95 jogando pelo Houston Rockets atualmente é Treinador do Real Betis Energía Plus.